# 나욱셰니시

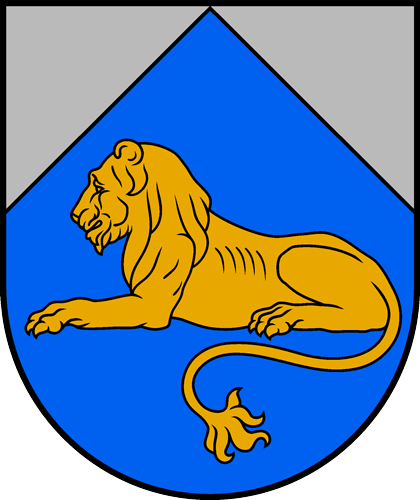
시 문장

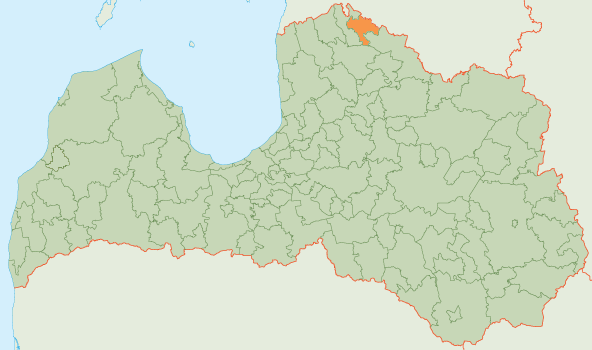
나욱셰니 시의 위치

나욱셰니시(라트비아어: Naukšēnu novads)는 라트비아의 지방 자치체로 행정 중심지는 나욱셰니이며 면적은 280.6km2, 인구는 2,316명(2009년 기준), 인구 밀도는 8.3명/km2이다. 2개 교구를 관할한다.

## 같이 보기
- 라트비아의 행정 구역